# 成長共有ラジオ シンカの学校
『成長共有ラジオ シンカの学校』（せいちょうきょうゆうラジオ シンカのがっこう）は、2022年4月1日から琉球放送運営のRBCiラジオで放送されているラジオ番組。パーソナリティは、沖縄県でタレント活動をしている真栄城美鈴が務めている。

## 放送時間
いずれも日本標準時。
- 金曜 20:00 - 20:45（2022年4月1日 - 2022年6月24日）[2]
- 金曜 20:00 - 21:00（2022年7月1日 - ）[3]